# Eleccions legislatives de la Unió Soviètica de 1984
Les eleccions al Soviet Suprem es van dur a terme a la Unió Soviètica el 4 de març de 1984. Van ser els últims comicis a la Unió Soviètica abans que les polítiques de perestroika i democratizatsiya de Mikhaïl Gorbatxov, que resultarien en eleccions parcialment lliures el 1989. També van ser les últimes eleccions directes al Soviet Suprem, ja que el 1989 els diputats van ser triats per al Congrés dels Diputats de el Poble, que al seu torn escolliria els membres del Soviet Suprem.

## Sistema electoral
Les dues cambres del Soviet Suprem eren elegides per sufragi universal directe i per circumscripció uninominal. Els membres del Soviet de la Unió representaven cadascun un districte electoral (amb aproximadament el mateix nombre d’habitants). Per tant, el Soviet de la Unió representa els ciutadans de la Unió en el seu conjunt, sense diferències territorials. Per contra, el Soviet de Nacionalitats representava les repúbliques i regions membres d'aquesta Unió. Així, cadascuna de les repúbliques federades elegia trenta-dos representants, independentment de la seva població, cada república autònoma onze diputats, cada regió autònoma cinc diputats i cada districte autònom un.
El dret a vot s'obtenia als 18 anys i qualsevol ciutadà amb almenys 21 anys era elegible. Oficialment, votar no era obligatori, però abstenir-se es podia considerar una forma de dissidència. "El dret a presentar candidats pertany a les organitzacions socials, col·lectius obrers i assemblees de personal de les unitats militars", totes vinculades al Partit Comunista. Aquestes organitzacions presentaven, doncs, diversos candidats a les reunions públiques preelectorals, en les quals els ciutadans els podien fer preguntes i validar una sola candidatura per a la seva circumscripció. La funció oficial d'aquest procediment era "assegurar un suport popular massiu" als candidats seleccionats i aplicar el principi de democràcia popular. El dia de les eleccions, els ciutadans votaven a favor o en contra del candidat amb més èxit a la seva circumscripció (un únic candidat) i era elegit si obtenia més de 50% de vots favorables.
Els candidats eren seleccionats pel PCUS, pel Komsomol (organització juvenil del partit) i per altres organitzacions públiques com sindicats i cooperatives que, de facto, estan sota el control del partit. El 71,7% dels candidats van ser membres del partit. D'acord amb els principis de la "democràcia soviètica", la majoria dels candidats (51,3%) provenien de files obreres (35% ó 522 escons) i agricultores (16% ó 244 escons). La comissió electoral també garantia una representació proporcionada de persones d'altres sectors professionals: 249 (17%) per treballadors dels òrgans del Partit, 209 (14%) per treballadors d'organismes d'estat i dels Soviets, 136 (9%) per intel·lectuals, 66 (4.5%) per directors d'empreses, 55 (3.7%) per militars i 19 (1.3%) per sindicalistes i membres del Komsomol.També havia d’incloure una proporció suficient de dones (la més alta de totes les eleccions va ser l'any 1984 amb un 32,8%), joves (el 22% dels sol·licitants eren menors de 30 anys) i membres de grups ètnics minoritaris de cada república socialista que conformava la Unió.
Els ciutadans, el dia de les eleccions, aprovaven o rebutjaven el candidat escollit per a la seva circumscripció: se’ls proporcionava una papereta amb el nom del candidat, una cabina de votació i calia ratllar el nom del candidat si s'hi volia votar en contra i col·locar la papereta directament a l’urna si s'hi votava a favor. Per tant, a la pràctica l'elecció no era una votació secreta. Malgrat la proposta de juristes experts constitucionals, no es va adoptar la idea de forçar tots els votants a passar per la cabina de votació, per tal de garantir el secret de la votació. Tanmateix, els votants podien escriure comentaris a papereta, que serien "considerats acuradament després de les eleccions, classificats i enviats a les autoritats competents". Constituïen, doncs, un mitjà d’expressió per als ciutadans que no poden triar el seu candidat. Aquestes observacions no invalidaven la votació, però, s'havia de passar prèviament per la cabina secreta, cosa que podia dissuadir.

## Campanya electoral
Els mitjans de comunicació, així com "biblioteques, clubs, cinemes, establiments esportius", entre d'altres, es van mobilitzar abans de les eleccions per explicar als ciutadans els debats de política interior i exterior dels propers anys. Els "treballadors activistes" també anaven porta a porta per informar a la resta de la ciutadania, d'aquesta manera qualsevol proposta, crítica o queixa expressada constructivament s'havia d'analitzar i respondra-la. Oficialment, el sistema soviètic es basava en aquests "mecanismes participatius", que haurien de permetre als ciutadans expressar-se i ser escoltats. Tot i això, no s'autoritzava cap campanya electoral contra els candidats seleccionades.
A cada circumscripció electoral s'organitzaven reunions públiques, durant les quals el candidat parlava amb els votants. Aquests últims proposaven compromisos polítics que el candidat hauria de complir si la majoria de ciutadans presents a la reunió els aprovava. El procés estava supervisat, el partit tenia cura de dissuadir l'adopció de certs compromisos, però era, en certa manera, l'expressió real de les preferències populars, desitjant que aquestes reunions conservessin una certa credibilitat. Un cop elegit, el diputat ha d'informar els seus electors de l'execució d'aquests compromisos. Atès que els màxims executius del partit són candidats legislatius, també es presten a l'exercici en els seus respectius districtes electorals. Per exemple, Egor Ligachev, membre del Comitè Central del partit, secretari de la Comissió Electoral i futur número 2 del partit després de les eleccions, va comparèixer davant una reunió d'electors a la seva circumscripció electoral de Tomsk el 9 de febrer.
La darrera reunió abans de les eleccions, que havia de ser el 3 de març, Iuri Andropov, secretari general del partit i líder de la URSS va morir el 9 de febrer. Andropov va ser ràpidament substituït per Konstantin Tchernenko al capdavant del partit i Nina Motova, treballadora industrial, com a candidata al seu districte electoral.
Entre els altres candidats que van morir durant la campanya electoral hi ha l'escriptor Mikhail Sholokhov, premi Nobel de literatura, candidat per Rostov. A Taraz, el candidat va morir sense suficient marge per a poder ésser substituit. Per primera vegada en la història de l'URSS, per tant, en una de les circumscripcions electorals no es van celebrar les eleccions. Finalment, el districte electoral de Taraz va efectuar les eleccions el 10 de juny.

## Resultats
Amb més de 184 milions de ciutadans soviètics votant, més del 99% van anar a parar a candidats del PCUS, mentre que almenys 100.000 vots van ser contraris al partit.
| partit                                | Soviet de la Unió | Soviet de la Unió | Soviet de la Unió | Soviet de les Nacionalitats | Soviet de les Nacionalitats | Soviet de les Nacionalitats |
| partit                                | vots              | %                 | escons            | vots                        | %                           | escons                      |
| ------------------------------------- | ----------------- | ----------------- | ----------------- | --------------------------- | --------------------------- | --------------------------- |
| Partit Comunista de la Unió Soviètica | 183.897.278       | 99,94             | 551               | 183.892.271                 | 99,95                       | 521                         |
| Independents                          | 183.897.278       | 99,94             | 199               | 183.892.271                 | 99,95                       | 229                         |
| En contra                             | 109.072           | 0,06              | -                 | 114,102                     | 0,05                        | -                           |
| Vots nuls / en blanc                  | 17                | -                 | -                 | 18                          | -                           | -                           |
| total                                 | 184.006.373       | 100               | 750               | 184.006.373                 | 100                         | 750                         |
| Votants registrats / participació     | 184.029.412       | 100               | -                 | 184.029.412                 | 100                         | -                           |
| Font: Nohlen & Stover                 |                   |                   |                   |                             |                             |                             |